# Филипп I Руврский
Филипп I Руврский (фр. Philippe de Rouvre; 5 августа 1346, Рувр-ан-Плен — 21 ноября 1361, Рувр-ан-Плен) — граф Артуа и пфальцграф Бургундии с 1347 года, герцог Бургундии с 1350 года, граф Оверни и Булони с 1360 года. Единственный сын Жанны (1326—1360), графини Оверни и Булони, и Филиппа Монсеньора (1323—1346), сына бургундского герцога Эда IV.

## Биография
В 1347 году унаследовал от Жанны II, бабушки по отцовской линии, графство Артуа и пфальцграфство Бургундское (Франш-Конте). От деда по отцовской линии в 1350 году унаследовал Бургундское герцогство. От матери — в 1360 году графства Овернь и Булонь.
Был женат (21 марта 1356 года) на Маргарите Дампьер. Умер бездетным. Похоронен в Сито.
Графство Артуа и пфальцграфство Бургундское отошли его двоюродной бабке Маргарите Французской.
Филипп стал последним бургундским герцогом из Старшего Бургундского дома Капетингов. Два года спустя после его смерти, в 1363 году король Франции Иоанн II Добрый из династии Валуа передал герцогство своему сыну Филиппу II Смелому, основавшему Младший Бургундский дом Капетингов (Бургундский дом Валуа).